# Halowe Mistrzostwa Polski Seniorów w Lekkoatletyce 2000
41. Halowe Mistrzostwa Polski Seniorów w Lekkoatletyce – zawody sportowe, które rozegrano 12 i 13 lutego 2000 w Spale, w hali Ośrodka Przygotowań Olimpijskich.
Lidia Chojecka ustanowiła halowy rekord Polski w biegu na 3000 metrów wynikiem 8:48,00.
Mistrzostwa w wielobojach zostały rozegrane w tym samym miejscu, lecz o tydzień wcześniej (5 i 6 lutego 2000). Wyniki w tych konkurencjach podane są łącznie z innymi w tabeli poniżej.

## Rezultaty

### Mężczyźni
| Konkurencja:              | 1. miejsce                               | Rezultat | 2. miejsce                             | Rezultat | 3. miejsce                             | Rezultat |
| Bieg na 60 m              | Marcin Krzywański Skra Warszawa          | 6,60     | Piotr Balcerzak Skra Warszawa          | 6,62     | Ryszard Pilarczyk Olimpia Poznań       | 6,67     |
| Bieg na 200 m             | Ryszard Pilarczyk Olimpia Poznań         | 21,43    | Piotr Balcerzak Skra Warszawa          | 21,47    | Marcin Płacheta AZS-AWF Wrocław        | 21,67    |
| Bieg na 400 m             | Piotr Haczek Warszawianka                | 47,09    | Michał Węglarski Warszawianka          | 48,03    | Artur Gąsiewski Skra Warszawa          | 48,12    |
| Bieg na 800 m             | Grzegorz Krzosek RTL Dami-ZTE Radom      | 1:51,44  | Mariusz Walczak Gryf Wejherowo         | 1:51,47  | Piotr Rostkowski Lechia Gdańsk         | 1:51,66  |
| Bieg na 1500 m            | Wojciech Kałdowski Lechia Gdańsk         | 3:52,17  | Jan Zakrzewski Oleśniczanka            | 3:53,12  | Leszek Zblewski Warszawianka           | 3:53,13  |
| Bieg na 3000 m            | Dariusz Kruczkowski Zawisza Bydgoszcz    | 8:06,03  | Jan Zakrzewski Oleśniczanka            | 8:08,66  | Piotr Gładki Lechia Gdańsk             | 8:09,40  |
| Bieg na 60 m przez płotki | Tomasz Ścigaczewski Warszawianka         | 7,63     | Krzysztof Mehlich AZS-AWF Katowice     | 7,77     | Paweł Didkowski AZS-AWF Wrocław        | 7,78     |
| Chód na 5000 m            | Robert Korzeniowski Wawel Kraków         | 19:00,53 | Tomasz Lipiec Polonia Warszawa         | 19:30,53 | Roman Magdziarczyk AZS-AWF Gdańsk      | 19:52,38 |
| Skok wzwyż                | Tomasz Śmiałek Warszawianka              | 2,18     | Michał Titinger Resovia Rzeszów        | 2,18     | Grzegorz Sposób AZS Lublin             | 2,14     |
| Skok o tyczce             | Adam Kolasa Lechia Gdańsk                | 5,40     | Przemysław Gurin AZS-AWF Gdańsk        | 5,10     | Jacek Struski Zawisza Bydgoszcz        | 4,20     |
| Skok w dal                | Grzegorz Marciniszyn Błękitni Osowa Sień | 8,00     | Tomasz Mateusiak Legia Warszawa        | 7,65     | Radosław Jaworski WKMS Płońsk          | 7,27     |
| Trójskok                  | Jacek Kazimierowski MKLA Łęczyca         | 16,15    | Krzysztof Szuptarski Schöller Namysłów | 16,00    | Paweł Zdrajkowski AZS-AWF Wrocław      | 15,86    |
| Pchnięcie kulą            | Tomasz Chrzanowski Śląsk Wrocław         | 18,62    | Piotr Perżyło Górnik Brzeszcze         | 18,23    | Przemysław Zabawski Podlasie Białystok | 18,06    |
| Siedmiobój                | Krzysztof Andrzejak Zawisza Bydgoszcz    | 5764     | Michał Modelski AZS-AWF Katowice       | 5529     | Paweł Mączyński AZS-AWF Warszawa       | 5463     |

### Kobiety
| Konkurencja:              | 1. miejsce                               | Rezultat   | 2. miejsce                         | Rezultat | 3. miejsce                             | Rezultat |
| Bieg na 60 m              | Zuzanna Radecka AZS-AWF Katowice         | 7,28       | Marzena Pawlak Olimpia Poznań      | 7,32     | Agnieszka Rysiukiewicz AZS-AWF Wrocław | 7,37     |
| Bieg na 200 m             | Zuzanna Radecka AZS-AWF Katowice         | 24,03      | Monika Borejza Legia Warszawa      | 24,17    | Marzena Pawlak Olimpia Poznań          | 24,48    |
| Bieg na 400 m             | Małgorzata Pskit Schőller Namysłów       | 55,75      | Luiza Łańcuchowska Skra Warszawa   | 56,30    | Wioletta Wojtasik AZS-AWF Warszawa     | 56,35    |
| Bieg na 800 m             | Aleksandra Dereń WLKS Siedlce            | 2:06,64    | Małgorzata Rydz Lechia Gdańsk      | 2:06,72  | Anna Kądziela Ostrovia Ostrowiec       | 2:14,28  |
| Bieg na 1500 m            | Lidia Chojecka WLKS Siedlce              | 4:23,24    | Aleksandra Dereń WLKS Siedlce      | 4:24,71  | Małgorzata Jamróz Eris Piaseczno       | 4:26,78  |
| Bieg na 3000 m            | Lidia Chojecka WLKS Siedlce              | 8:48,00 NR | Małgorzata Jamróz Eris Piaseczno   | 9:28,10  | Wioletta Frankiewicz AZS-AWF Kraków    | 9:37,28  |
| Bieg na 60 m przez płotki | Aneta Sosnowska Skra Warszawa            | 8,27       | Urszula Włodarczyk AZS-AWF Wrocław | 8,41     | Agnieszka Karaczun MKL Szczecin        | 8,43     |
| Chód na 3000 m            | Sylwia Korzeniowska AZS-AWF Kraków       | 13:17,97   | Agnieszka Olesz AZS-AWF Katowice   | 14:00,88 | Bożena Górecka AZS-AWF Katowice        | 14:26,09 |
| Skok wzwyż                | Agnieszka Giedrojć-Juraha AZS-AWF Gdańsk | 1,82       | Anna Ksok Śląsk Wrocław            | 1,82     | Urszula Włodarczyk AZS-AWF Wrocław     | 1,78     |
| Skok o tyczce             | Monika Pyrek Warszawianka                | 4,15       | Anna Wielgus Lechia Gdańsk         | 3,80     | Aleksandra Granda SKLA Sopot           | 3,70     |
| Skok w dal                | Agata Karczmarek Legia Warszawa          | 6,52       | Izabela Obłękowska Skra Warszawa   | 6,08     | Urszula Włodarczyk AZS-AWF Wrocław     | 6,07     |
| Trójskok                  | Ilona Pazoła Skra Warszawa               | 13,41      | Liliana Zagacka Skra Warszawa      | 13,37    | Aneta Sadach Schöller Namysłów         | 13,11    |
| Pchnięcie kulą            | Krystyna Zabawska Podlasie Białystok     | 18,80      | Urszula Włodarczyk AZS-AWF Wrocław | 15,23    | Karolina Konkolewska Zawisza Bydgoszcz | 14,90    |
| Pięciobój                 | Urszula Włodarczyk AZS-AWF Wrocław       | 4506       | Izabela Obłękowska Skra Warszawa   | 4306     | Magdalena Szczepańska AZS-AWF Wrocław  | 4003     |